# Mouvement pour la justice et l'égalité
Pour les articles homonymes, voir JEM.
Le Mouvement pour la justice et l'égalité (arabe : حركة العدل والمساواة, Ḥarakat al-ʿAdl wal-musāwāh ) ou encore en anglais Justice and Equality Movement (JEM) est un groupe rebelle engagé dans le conflit au Darfour, au Soudan. Il se mue ensuite en mouvement politique pacifique pendant la transition démocratique soudanaise.
Son dirigeant est Khalil Ibrahim (en), jusqu'à sa mort en 2011, et ses troupes sont essentiellement des combattants des Zaghawa du clan Kobé,.
Comme d'autres mouvements militaires tel l'Armée de libération du Soudan (ALS), le MJE se bat contre les miliciens janjawid proches du gouvernement.
À la mort de Khalil Ibrahim en 2011, son frère Gibril, prend la tête du mouvement.

## Histoire
Le MJE a une idéologie islamiste. Il est probablement lié à Hassan al-Tourabi, bien que les intéressés le contestent.
Le 20 janvier 2006, le MJE et l'Armée de libération du Soudan ainsi que d'autres petits groupes opposés au gouvernement de Khartoum ont formé une Alliance des Forces révolutionnaires du Soudan occidental.
Au fil des années, principalement depuis 2006, les Zaghawas tchadiens deviennent majoritaires en son sein et le mouvement se lie de près à l'entourage du président Idriss Déby, devenant supplétif de l'armée tchadienne, collaborant avec ses anciens ennemis, les hommes de Mahamat Nour, et ne menant quasiment plus d'actions au Soudan.
Le 10 mai 2008, le groupe lance une attaque sur Khartoum, l'opération Bras long,.
Le 27 octobre 2008, le mouvement a exécuté cinq otages chinois sur les neuf qu'il avait enlevés le 18 octobre.
Khalil Ibrahim est tué en 2011 et son frère Gibril, prend la tête du MJE.
En août 2020, le MJE et deux autres groupes armés, l'Armée de libération du Soudan et le Mouvement populaire de libération du Soudan - Nord signent un accord, dit « accord de Djouba », avec le Conseil de souveraineté qui fait fonction de chef de l'État soudanais après le coup d'État de 2019. Le MJE s'engage à participer à la transition démocratique au Soudan de manière pacifique. Le MJE obtient plusieurs places au gouvernement, au parlement national, dans les parlements régionaux et Gibril Ibrahim est nommé ministre des Finances du gouvernement,.
En octobre 2021, alors que la situation politique est tendue, Minni Minnawi, le chef de l'Armée de libération du Soudan (ALS-MM) et Gibril Ibrahim critiquent la répartition des postes au sein des institutions de la transition (Conseil de souveraineté, gouvernement) qu'ils estiment en leur défaveur et demandent une modification de cette répartition. Les deux groupes forment alors une nouvelle alliance politique dite « Forces de la liberté et du changement 2 ».
La lutte pour le pouvoir central entre l'armée régulière et les Forces de soutien rapide (FSR) entre dans une phase armée à partir d'avril 2023. En novembre 2023, le MJE annonce qu'il va participer aux combats aux côtés de l'armée soudanaise. Avec l'ALS-MM et le MJE dénoncent des exactions commises par les FSR et des « crimes contre l'humanité ». Le MJE s'engage effectivement dans les combats début mai, en particulier autour d'El Fasher.
Toutefois, cet engagement militaire n'est pas consensuel au sein du MJE et des disenssions éclatent. En février 2025, le MJE participe à la création de l'« Alliance fondatrice du Soudan », une alliance qui vise à former un gouvernement parallèle au Soudan et dont les FSR font partie.

### En Libye
Le MJE est aujourd'hui implanté dans le sud de la Libye et un de ses responsables est Ibrahim Al-Bagdadi et avec l'implication de Yahya Omda, « Artillery Chief of Staff » du MJE. Ce groupe est réputé servir de mercenaire à l'Armée nationale libyenne du maréchal Khalifa Haftar.
Des commandants qui ont quitté le MJE se sont aussi impliqués dans le conflit libyen, comme Abdallah Jana, qui est entré en Libye en 2016 avec 13 véhicules mais en disposerait de près de 70 en février 2017, ou encore Abdallah Banda, qui aurait facilité les contacts entre les groupes armés libyens et darfouri.
Toutefois, après que des combattants du MJE ont tué six membres de l'ANL près de l'oasis d'al-Jaghboub le 15 janvier 2018, cette dernière répliqua par l'opération Colère du Désert cinq jours plus tard. Cette opération consista en des frappes aériennes sur de supposés combattants rebelles tchadiens et soudanais dans l'oasis de Rabiana, à 150 km à l'ouest de Koufra. Cette zone avait déjà été le théâtre de combats en octobre 2016 entre le MJE et une milice de Koufra, Subul al-Salam.

## Anciens logos

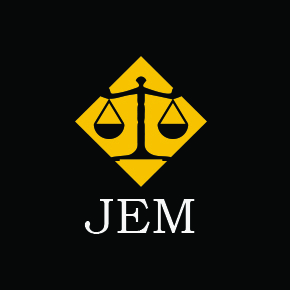
Ancien logo du Mouvement pour la justice et l'égalité
Ancien logo du Mouvement pour la justice et l'égalité